# Aresceutica vansomereni
Aresceutica vansomereni är en insektsart som beskrevs av Kevan, D.K.M. 1956. Aresceutica vansomereni ingår i släktet Aresceutica och familjen gräshoppor. Inga underarter finns listade i Catalogue of Life.